# Pau (Oristano)
Pau – miejscowość i gmina we Włoszech, w regionie Sardynia, w prowincji Oristano.
Według danych na rok 2004 gminę zamieszkiwało 351 osób, 25,1 os./km². Graniczy z Ales, Palmas Arborea, Santa Giusta i Villa Verde.